# Papel fotográfico
El papel fotográfico es, en el sentido clásico, un soporte, por lo general de papel, cubierto por una emulsión sensible a la luz para la ampliación o reproducción de fotografías tomadas sobre película. El papel fotográfico es resultado de un proceso que en castellano se denomina positivado o copiado, como en copia por contacto, y en inglés se conoce como "Photographic printing"; el papel fotográfico en inglés se denomina "Photographic paper" .

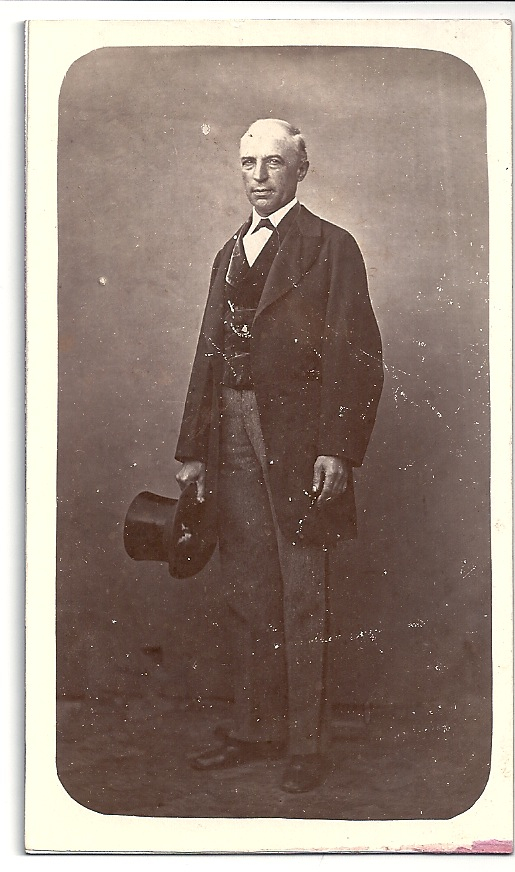
Retrato en papel leptográfico, en el formato "tarjeta de visita", entre los años 1866 y 1868. Autor de la fotografía: J. Martínez Sánchez. Puede distinguirse que es una copia en papel leptográfico por los arañazos que descubren un fondo blanco (la capa de barita).

Desde la aparición de la fotografía digital se encuentran en el mercado papeles especiales para la impresión de fotografías desde el ordenador. Aunque a estos papeles también se los ha denominado papel fotográfico, este artículo hará referencia especialmente al papel fotosensible, de la fotografía química.

## Papeles clásicos para el blanco y negro

### Papeles baritados (FB)
El papel baritado fue desarrollado en Madrid, en 1866, por José Martínez Sánchez y J. Laurent como soporte para la emulsión fotográfica, y lo comercializaron con el nombre de papel leptográfico.
El papel baritado es un tipo de papel para el positivado de blanco y negro, cubierto por una capa blanca de sulfato de bario (también conocido como barita), y encima una emulsión sensible a la luz. La emulsión es la habitual en la fotografía de blanco y negro, de gránulos de haluros de plata, concretamente bromuro de plata, suspendidos en una gelatina.
Estos haluros de plata son sólo sensibles a la luz azul y verde, por lo que pueden trabajarse en cámaras oscuras con luz roja o ámbar, sin peligro de velado.
Tras la exposición del papel en la ampliadora (aparato que proyecta la imagen del negativo sobre el papel), se revela, se lava, se fija y se lava con agua y luego se seca. Para conseguir una fotografía brillante y duradera es aconsejable secarlo con una prensa especial para papel baritado, como una secadora-esmaltadora.
Si el papel ha sido bien trabajado, puede ofrecer una gran calidad, blancos puros, buena gama de grises y un negro profundo. Tras el revelado y secado puede combarse el papel; sin embargo su durabilidad es muy alta, de 100 años y más.
El mayor inconveniente de este papel es el gasto en tiempo de trabajo, pues en el lavado debe permanecer en agua corriente 30 minutos, ya que durante el revelado y fijación absorbe bastante los químicos. De lo contrario la foto no será duradera.
Hoy día sigue usándose el papel baritado para la fotografía de calidad.

### Papel Periódico o plastificados (RC)
Los papeles plastificados están forrados por ambas caras por una fina capa de poliestireno (PE). Esta cubierta protege al papel para que no absorba el agua y los químicos, con lo que se reduce considerablemente el tiempo de trabajo, especialmente del lavado, normalmente 3 minutos bajo agua corriente son suficientes. El secado se puede realizar al aire, por ejemplo sobre papel de periódico, en un par de horas, o si se desea más rápido en una secadora de papel PE de aire caliente. Una desventaja de este papel es la durabilidad. Es decir, no es un papel tan duradero como el baritado pero puede durar unos 30 años. El negro de la foto es también menos duradero y más sensible a factores externos que en el papel baritado

## Papeles clásicos para color
El papel fotográfico para color se diferencia del de blanco y negro por el tipo de capa es poco sensible a la luz.
Para la reproducción de todos los colores, contiene 3 capas sensibles; cada una (desde arriba hacia abajo) al azul, verde y rojo. En cada una de estas capas se encuentran pigmentos de los colores complementarios a su sensibilidad: amarillo, magenta y cian.
La dificultad de trabajo de este papel radica en conseguir un revelado equilibrado en las 3 capas para evitar colores dominantes y conseguir colores naturales.
En el papel de color se ha impuesto el plastificado frente al baritado.

### Papel positivo (para color)
La función del papel positivo es la de plasmar la gran riqueza en contraste de una fotografía en película diapositiva, lo cual es más difícil de lo que pudiera pensarse. El revelado tiene que afinarse mucho, pues el papel con una capacidad de contraste tan pequeña como de 1:100 recibe la imagen de la diapositiva de un contraste 10 veces superior (1:1000). Tras el suavizado del contraste también sufre la saturación del color. Sin embargo esta fotografía guarda detalle en las zonas sobre y subexpuestas (más detalle en luces y sombras). 
Por ello, entró en este ámbito rápidamente la técnica digital. Ya desde principios de los años 90 se usaban escáners digitales para diapositivas. El escaneado ofrece una corrección automática del contraste para luego proyectar la imagen digital sobre un papel de color negativo para su revelado.
Merece especial mención el papel Ilfochrome (antes conocido como Cibachrome) para fotografía positiva, que trabaja bajo otros principios físicos y químicos. En este papel, al contrario del anterior, durante el revelado se emplea un método de destrucción de colores; los colores que han de reproducirse se encuentran previamente en cada capa de emulsión, y son blanqueados o eliminados por una reacción con la plata iluminada, formándose una imagen positiva. Las ventajas de este papel son la durabilidad (más de 30 años), la pureza del color y el brillo.